# Hanhipää
Hanhipää är en kulle i Finland. Den ligger i Enare i landskapet Lappland, i den norra delen av landet, 1 000 km norr om huvudstaden Helsingfors. Toppen på Hanhipää är 420 meter över havet. Hanhipää ingår i Maarestunturit.
Terrängen runt Hanhipää är kuperad åt sydväst, men åt nordost är den platt.  Trakten runt Hanhipää är nära nog obefolkad, med mindre än två invånare per kvadratkilometer. Det finns inga samhällen i närheten. Omgivningarna runt Hanhipää är i huvudsak ett öppet busklandskap.